# Васил Ильоски
Васил Ильоски (на македонска литературна норма: Васил Иљоски) е писател-драматург, университетски преподавател и академик от Република Македония.

## Биография
Роден е в 1902 година в град Крушево, Османската империя, днес в Северна Македония. Според Коста Църнушанов е с влашки корени. Учи в Куманово и Скопие. Завършва Философския факултет на Скопския университет в Кралство Югославия. Преподава в Педагогическата академия в Скопие. Преди 1941 година пише на сръбски език, но се опитва да пише и на кумановски диалект. Ильоски е сред основателите на Дружество на писателите на Македония в 1947 година и на Македонската академия на науките и изкуствата в 1967.
Ильоски е участник в първата езикова комисия на АСНОМ за стандартизиране на македонския литературен език. Той защитава неговата сърбизация, обявявайки го за „широко отворен език“, и заявява, че вдъхновение за това е примерът на Вук Караджич.
На 17 ноември 2009 година Ильоски заради авторството на „Ленче Кумановче“ е обявен за един от петте най кумановци на XX век.

## Творчество
- „Ленче Кумановче“ или „Бегалка“ (пиеса, 1926)[8]
- „Чорбаџи Теодос“ (комедия, 1937)[9]
- „Ученичка авантура“ (1939)
- „Биро за безработни“ (1940)
- „Пиши, Панче“ (пиеска, 1947)
- „Два спрема еден“ (1952)
- „Чест“ (драма, 1953)[10]
- „Кузман Капидан“ (1954)
- „Син и татко“ (1955)
- „Допирни точки“ (1959)
- „Први на Марс“ (1960)
- „Златната рипка“ (1961)
- „Окрвавен камен“ (1968)
- „Свадба“ (комедија, 1976)
- „Смрт за живот“ (1988)